# Cocora
Cocora is een Roemeense gemeente in het district Ialomița.
Cocora telt 2067 inwoners.